# Жерев (річка)
Же́рев — річка в Україні, яка протікає повністю в межах Коростенського району Житомирської області. Ліва притока Ужа (басейн Прип'яті).
Довжина річки 96 км, площа басейну 1 470 км². Це найбільша притока Ужа. 
Жерев бере початок біля селища Нові Білокоровичі. Тече сперешу на північний схід, далі — на південний схід, від селища Лугини — на північний схід і (місцями) схід. Впадає в річку Уж з південної сторони селища Народичі.

## Притоки і населені пункти
Головні притоки Жерева:

### Праві притоки
- Дивлинка
- Кремне
- Тростець
- Хрипачівка — починається на північному сході від Васьковичів. Тече переважно на північний схід і на сході від Ігнатполя впадає у річку Жерев, ліву притоку Ужа[3][4]. Ліва притока — Стрижівка[3][5].
- Річка без назви — річка у Коростенському районі Житомирської області. Протікає через село Лугинки. Довжина річки 11 км, площа басейну — 26 км². Впадає до Жерева на відстані 59 км від його гирла[6].

### Ліві притоки
- Вітка
- Бобричка. Бере початок у Бобричах. Тече переважно на південний захід, впадає у Жерев у с. Червона Волока.[7][8][3]
- Турійка
- Лютішик
- Повчанка
- Лизниця
- Стручок

На річці розташовані: селища Нові Білокоровичі та Лугини, села Білокоровичі, Жеревці, Червона Волока, Старосілля, Нова Рудня, Крупчатка,  Ігнатпіль, В'язівка, Селець.

## Назва
Гідронім «Жерев» є формою чоловічого роду від іменника «жерело» (джерело). У деяких поліських селах джерело називаються «жерел», а фонетична форма Жерев утворилася так само, як українське дієслово «брав» із давнього «брал»[джерело?].